# Мактаарал (футбольний клуб)
«Мактаарал» — казахстанський футбольний клуб з міста Атакент Мактааральського району Туркестанської області. Заснований у 2012 році.

## Історія
Клуб створений у 2012 році і виступав у Другій лізі Казахстану. Вже наступного сезону вийшов до Першої ліги Казахстану.
У 2021 році фінішував другим у Першій лізі та вийшов до Прем'єр-ліги.
За підсумками дебютного сезону клуб посів восьме місце. У березні 2024 року «Мактаарал» не пройшов умов ліцензування і був дискваліфікований з вищого дивізіону.

## Стадіон
Домашня арена команди «Стадіон імені К. Мунайтпасова», яка вміщує 4 229 глядачів.